# AK Slavonija-Žito
AK Slavonija-Žito je hrvatski atletski klub iz Osijeka.

## Povijest
Atletski klub Slavonija osnovan je 1962. godine. Kroz povijest kluba ostvareni su značajni atletski rezultati, a posebno se isticala ženska ekipa koja je bila jedna od najjačih u Europi. Atletičarke Slavonije ostvarile su najveći uspjeh osvajanjem drugog mjesta na Kupu europskih klupskih prvaka u Zürichu 1985. godine, dok su godinu dana poslije u Amsterdamu zauzele treće mjesto. Ekipne prvakinje SFRJ bile su 11 puta, a pobjednice Kupa SFRJ 8 puta.

Atletičarke i atletičari Kluba osvojili su 45 medalja na prvenstvima Balkana, a osvojeno je i 6 medalja na Mediteranskim igrama. Od 1960. do 1984. godine Klub je 14 puta proglašavan najboljim sportskim kolektivom Slavonije i Baranje, a 2 puta primio je i Nagradu "Oslobođenja Grada Osijeka".

Na Olimpijskim igrama nastupilo je četvero članova AK Slavonije:

- Jelica Pavličić (1976. - Montreal) - kvalifikacije na 400m (54,11)

- Novica Čanović (1984. - Los Angeles) - kvalifikacije u skoku u vis (2,15) 

- Slobodanka Čolović (1988. - Seul) - 4. mjesto u finalu na 800m (1:57,80)

- Ivan Horvat (2012. - London) - 20. mjesto u skoku s motkom (5,35)

Od pregršt uspješnih atletičara i atletičarki posebno treba istaknuti:

Slobodanka Čolović

- 4. mjesto na 800m na Olimpijskim igrama (Seul, 1988.)

- 3. mjesto na 800m na Europskom dvoranskom prvenstvu (Madrid, 1986.)

- 1. mjesto na 800m na Univerzijadi (Zagreb, 1987.)

- još uvijek aktualna hrvatska rekorderka na 800m - 1:56,51 (1987.) i 1500m - 4:09,14 (1987.) te u dvorani na 800m - 1:59,83 (1987.)

Jelica Pavličić

- 1. mjesto na 400m na Europskom dvoranskom prvenstvu (Göteborg, 1974.)

- 2. mjesto na 400m na Europskom dvoranskom prvenstvu (München, 1976.)

- 3. mjesto na 400m na Europskom dvoranskom prvenstvu (San Sebastián, 1977.)

- još uvijek aktualna hrvatska rekorderka na 100m - 11,1 (1975.) i 200m - 23,14 (1974.) te u dvorani na 200m - 23,86 (1974.) i 400m - 52,47 (1976.)

Ljiljana Petnjarić

- 1. mjesto na 400m na Europskom juniorskom prvenstvu (Odesa, 1966.)

- 2. mjesto na 100m na Europskom juniorskom prvenstvu (Odesa, 1966.)

- 3. mjesto na 400m na Europskom dvoranskom prvenstvu (Prag, 1967.)

Novica Čanović

- još uvijek aktualni hrvatski rekorder u skoku u vis - 2,28 (1985.) te u dvorani - 2,28 (1986.)

Pored navedenih, uspjehe su nizali i: Stjepan Kremer, Miljenko Rak, Lahor Marinović, Tomislav Šuker, Siniša Ergotić, Stjepan Puač, Zlatan Saračević, Petar Barišić, Zvonko Hukelj, Ika Maričić, Zdenka Kolenc-Leskovac, Nerimana Kušec, Silvija Moguš, Mirela Šket, Sanja Bečkei, Marica Nađ-Tabori i drugi.

## Danas
Ivan Horvat

- 2. mjesto u skoku s motkom na Svjetskom juniorskom prvenstvu (Barcelona, 2012.)

- 20. mjesto u skoku s motkom na XXX. Olimpijskim igrama (London, 2012.)

- 8. mjesto na I. Olimpijskim igrama mladih (Singapur, 2010.)

- aktualni hrvatski rekorder u skoku s motkom - 5,71 (2018.) te u dvorani - 5,76 (2017.)
Mia Wild

- 2. mjesto 100 m prepone na Svjetskom juniorskom prvenstvu (Lima, 2024.)

## Vanjske poveznice
- Službena stranica